# 希臘21歲以下國家足球隊

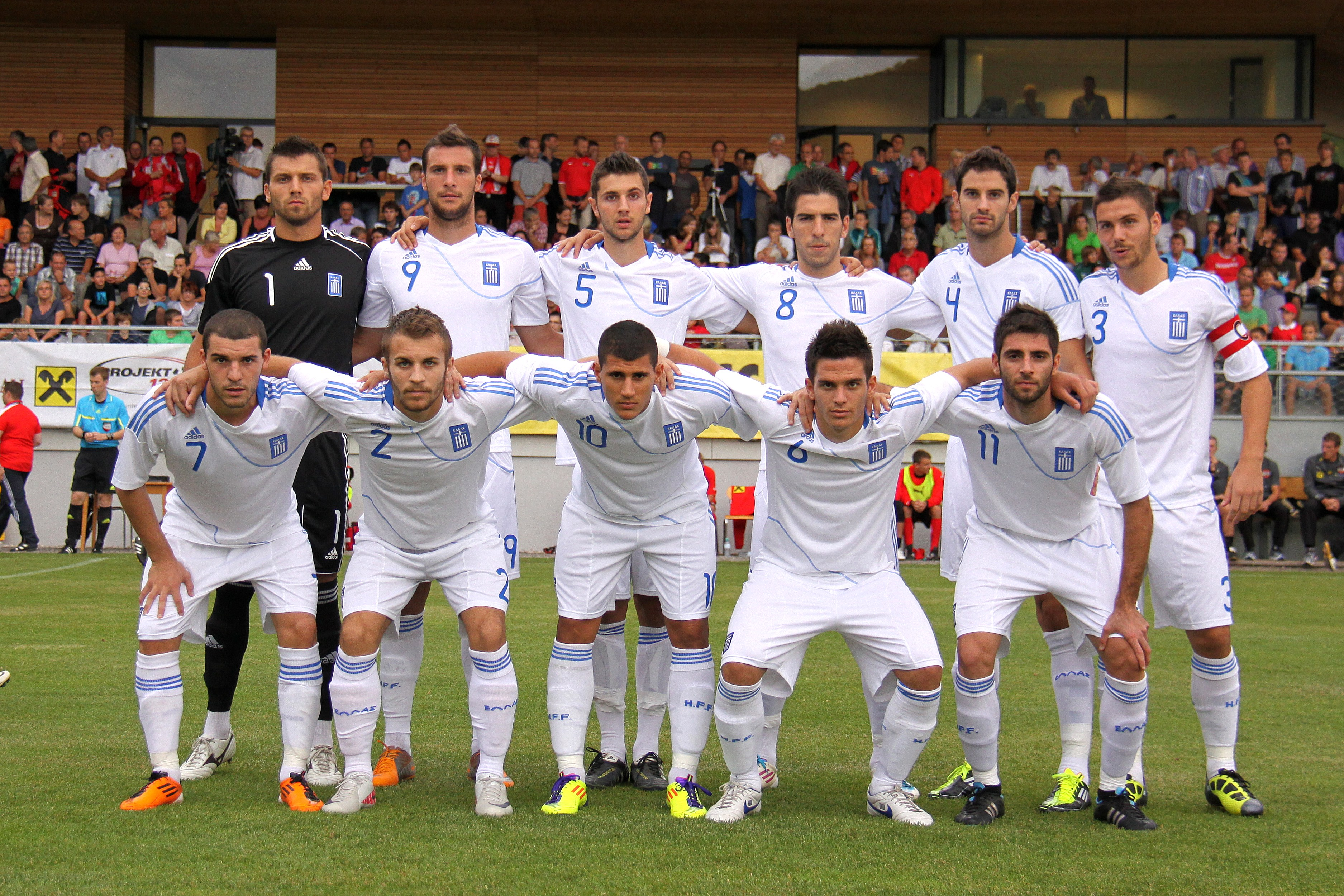
希臘21歲以下國家足球隊 (2011-09-05).

希臘21歲以下國家足球隊（希臘語：Εθνική ομάδα ποδοσφαίρου Ελλάδας κάτω των 21 ετών，簡稱希臘U21）是希臘的21歲以下國家足球代表隊，由希臘足球協會組織，參加每兩年舉辦一次的歐洲U-21足球錦標賽。

## 競賽成績
1988年以前希臘U21參賽歐洲U-21足球錦標賽全部在外圍賽止步，當首場外圍賽作客0-1負於波蘭後看似延續紀錄，但這次希臘小將在餘下比賽取得4勝1和的戰績，首次出線八強淘汰賽，兩回合累計3-3賽和捷克，以作客入球優惠再晉一級；準決賽遇上荷蘭，首回合發揮主場威力大勝5-0，雖然次回合負0-2，仍然累計5-2獲勝晉身決賽。希臘U21決賽的對手是有簡東拿及白蘭斯壓陣的法國，首回合主場威力失靈，只能與對手0-0賽和；次回合作客0-3不敵而屈居亞軍。
十年後希臘U21捲土重來，在外圍賽雖然與丹麥同分，但以較佳對賽成績（作客勝3-1、主場負2-3）獲得首名，在9組外圍賽中與英格蘭為得分最低的兩隊，需進行附加賽，主場先勝2-0，作客負2-4，累計4-4平手，憑作客入球優惠驚險晉級在羅馬尼亞舉行的決賽週。八強淘汰賽以1-0擊敗德國，準決賽3-0輕鬆淘汰荷蘭，晉身決賽對西班牙，以0-1僅敗再次功虧一簣；但這支小希臘有4名球員在6年後協助國家隊贏得歐國盃冠軍。

### 歐青盃歷屆成績
| 年度   | 主辦國   | 冠軍     | 成績              |
| ------ | -------- | -------- | ----------------- |
| 1978年 | 主客制   | 南斯拉夫 | 外圍賽出局        |
| 1980年 | 主客制   | 蘇聯     | 外圍賽出局        |
| 1982年 | 主客制   | 英格蘭   | 外圍賽出局        |
| 1984年 | 主客制   | 英格蘭   | 外圍賽出局        |
| 1986年 | 主客制   | 西班牙   | 外圍賽出局        |
| 1988年 | 主客制   | 法國     | 亞軍（1）         |
| 1990年 | 主客制   | 蘇聯     | 外圍賽出局        |
| 1992年 | 主客制   | 義大利   | 外圍賽出局        |
| 1994年 | 法國     | 義大利   | 外圍賽八強        |
| 1996年 | 西班牙   | 義大利   | 外圍賽出局        |
| 1998年 | 羅馬尼亞 | 西班牙   | 亞軍（2）         |
| 2000年 | 斯洛伐克 | 義大利   | 外圍賽附加賽      |
| 2002年 | 瑞士     | 捷克     | 決賽週分組賽（3） |
| 2004年 | 德国     | 義大利   | 外圍賽出局        |
| 2006年 | 葡萄牙   | 荷蘭     | 外圍賽出局        |
| 2007年 | 荷蘭     | 荷蘭     | 外圍賽出局        |
| 2009年 | 瑞典     | 德國     | 外圍賽出局        |
| 2011年 | 丹麦     |          |                   |

## 外部連結
- 歐足協：U21國家隊網站 （页面存档备份，存于）
- RSSSF：歐青賽全紀錄 （页面存档备份，存于）